# (276975) Heller
(276975) Heller est un astéroïde de la ceinture principale.

## Description
(276975) Heller est un astéroïde de la ceinture principale. Il fut découvert le 11 novembre 2004 à Piszkesteto par Krisztián Sárneczky. Il présente une orbite caractérisée par un demi-grand axe de 2,77 UA, une excentricité de 0,08 et une inclinaison de 9,6° par rapport à l'écliptique.

## Compléments